# Teresin-Gaj
Teresin-Gaj – osada wsi Teresin położona w Polsce, w województwie mazowieckim, w powiecie sochaczewskim, w gminie Teresin.
Administracyjnie Teresin-Gaj jest sołectwem w gminie Teresin.
W latach 1975–1998 osada administracyjnie należała do województwa skierniewickiego.